# Marne Osorio

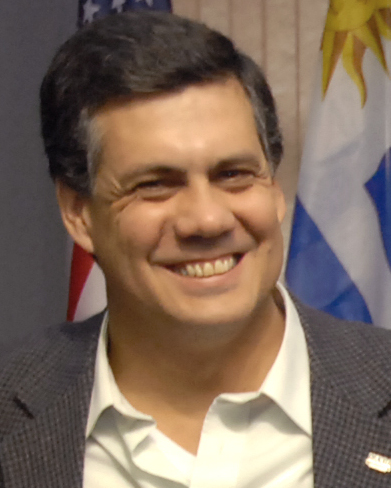
Marne Osorio

Marne Yohn Osorio Lima (* 1965 oder 1966) ist ein uruguayischer Politiker und Tierarzt.

## Ausbildung und Privates
Der Weg seiner schulischen Bildung führte über die Escuela Nr.2 "José Pedro Varela" und das Colegio Teresiano und Liceo Nr.1 "Dra. Celia Pomoli". Anschließend studierte er Medizin und Veterinär-Technologie an der Universidad de la República. Er ist seit 1985 mit Sandra Raquel Rebollo Da Costa verheiratet und Vater der drei Kinder Brunno Gonzalo, Cristian John und Agustina Nicole.

## Politischer Werdegang
Dr. Osorio, der seine politischen Aktivitäten im Jahre 1984 aufnahm, ist Mitglied der Partido Colorado. 1994 und 1999 wurde er jeweils auf departamentaler politischer Ebene zum Edil gewählt, bevor 2004 seine Wahl zum Ersten Vertreter des Intendente von Rivera erfolgte. Bei den Parlamentswahlen des Jahres 2009 kandidierte er für einen Abgeordnetensitz und zog nach für ihn erfolgreichem Wahlausgang in die nationale Abgeordnetenkammer ein. Seine Kandidatur im Folgejahr bei den Kommunalwahlen vom 9. Mai 2010 für das Amt des Intendente des Departamento Rivera führte ebenfalls zum Ziel. Seither leitet er die Verwaltung des Departamentos.